# Good Wife, Wise Mother
Good Wife, Wise Mother är den engelska översättningen av ett historiskt kvinnoideal i Japan, Kina och Korea. Frasen myntades i Japan av Nakamura Masanao år 1875. 
Det uppkom under Meijirestaurationen i Japan. Det var en typ av konservativt ideal som hade anpassats efter ett Japan som hade moderniserats enligt Västerländska ideal, men konservativa västerländska ideal, i enlighet med de kolonialistiska och militära imperialistiska ideal som just då rådde i Väst. Enligt detta ideal skulle kvinnan ha en god utbildning i moderna kunskaper, men inte för att bli en självständig kvinna utan för att använda dem för att stötta sin make och föda och uppfostra friska, starka välanpassade och nyttiga medborgare i ett modernt samhälle. Samma kvinnoideal uppkom i takt med modernisering av Kina och Korea, där man såg behov av en modernisering av samhället, men samtidigt motsatte sig den nya kvinnan. 